# NGC 3618
NGC 3618 é uma galáxia espiral barrada (SBb) localizada na direcção da constelação de Leo. Possui uma declinação de +23° 28' 08" e uma ascensão recta de 11 horas, 18 minutos e 32,4 segundos.
A galáxia NGC 3618 foi descoberta em 10 de Abril de 1785 por William Herschel.